# Alepidea galpinii
Alepidea galpinii är en flockblommig växtart som beskrevs av Dummer. Alepidea galpinii ingår i släktet Alepidea och familjen flockblommiga växter. Inga underarter finns listade i Catalogue of Life.